# Pierre Deniker

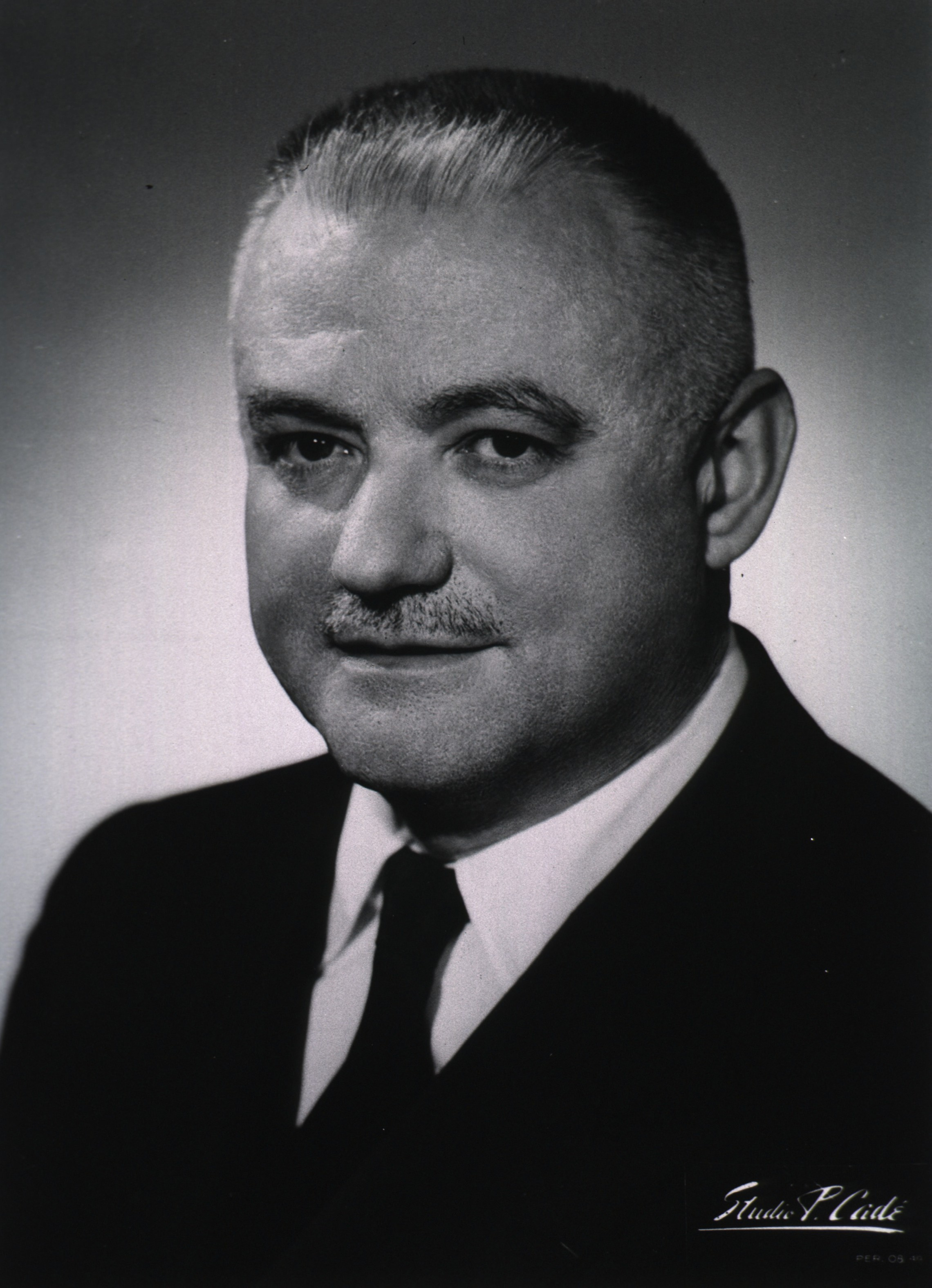
Pierre Deniker

Pierre Deniker (* 16. Februar 1917 in Paris; † 17. August 1998) war ein französischer Psychiater.

## Leben
Deniker war im Zweiten Weltkrieg in der französischen Armee und der Résistance und erhielt dafür das Croix de guerre. Er wurde 1945 in Medizin promoviert und war Medizinischer Leiter des Centre hospitalier Sainte-Anne in Paris, was er bis 1985 blieb. 1961 wurde er Professor für Psychiatrie und Neurologie.
Deniker erkannte mit seinem Lehrer Jean Delay 1952, dass Chlorpromazin als Therapeutikum bei Schizophrenie verwendet werden kann. Beide führten für diese Klasse von Neuropharmaka den Namen Neuroleptika ein. Beide waren auch an der Demonstration der Wirkung des Monoaminooxidase-Hemmers Iproniazid gegen Depression beteiligt und beschrieben 1954 die antidepressive Wirkung von Rauwolfia serpentina.
1957 erhielt er den Lasker~DeBakey Clinical Medical Research Award.
1975 bis 1998 war er Herausgeber der im 19. Jahrhundert von Jules Bernard Luys (1828–1897) gegründeten Zeitschrift L'Encéphale.
Er war Mitglied der Académie nationale de Médecine. Außerdem war er Ritter der Ehrenlegion und des Ordre national du Mérite.

## Werke
- La psycho-pharmacologie, Éditions PUF, Reihe Que sais-je ?, 1969
- mit Daniel Ginestet, Benoît Dalle: Maniement des médicaments psychotropes, Édition Doin, 1980
- La dépression fin du tunnel, Plon 1988
- Herausgeber mit Thérèse Lemperière, Jean Guyotat: Précis de psychiatrie clinique de l'adulte, Masson, Précis de Médecine, 1989
- Les drogues: trafic et contagion, Plon, 1991
- mit Jean-Pierre Olié: Fou, moi ? La psychiatrie hier et aujourd'hui, Odile Jacob, 1998